# Cornubit
Cornubit ist ein eher selten vorkommendes Mineral aus der Mineralklasse der „Phosphate, Arsenate und Vanadate“. Es kristallisiert im triklinen Kristallsystem mit der Zusammensetzung Cu5[(OH)4|(AsO4)2], ist also chemisch gesehen ein Kupfer-Arsenat mit zusätzlichen Hydroxidionen.
Cornubit tritt in Form von faserigen, traubigen und kugeligen Mineral-Aggregaten sowie porzellanartigen Massen auf. Die bis 5 mm großen, parallel {211} tafeligen Kristalle sind hingegen sehr selten. Kristalle und Aggregate zeigen charakteristischerweise apfelgrüne Farbtöne.

## Etymologie und Geschichte
Erstmals entdeckt wurde Cornubit in der englischen Grafschaft Cornwall im Vereinigten Königreich, genauer in der Lagerstätte Wheal Carpenter bei Fraddam, Gwinear. Das Mineral wurde 1959 durch die englischen Mineralogen Gordon Frank Claringbull, Max Hutchinson Hey und R. J. Davis erstbeschrieben. Sie benannten das Mineral nach Cornubia, dem mittelalterlichen lateinischen Namen der Grafschaft Cornwall.
Das Typmaterial des Mineral wird im Natural History Museum in London aufbewahrt (Register-Nr. 1964R, 8650).

## Klassifikation
Bereits in der veralteten 8. Auflage der Mineralsystematik nach Strunz gehörte der Cornubit zur Mineralklasse der „Phosphate, Arsenate, Vanadate“ und dort zur Abteilung „Wasserfreie Phosphate, Arsenate und Vanadate mit fremden Anionen“, wo er gemeinsam mit Arsenoklasit, Cornwallit und Pseudomalachit in der „Pseudomalachit-Arsenoklasit-Gruppe“ mit der Systemnummer VII/B.08 steht.
Im zuletzt 2018 überarbeiteten „Lapis-Mineralienverzeichnis“, das sich im Aufbau noch nach dieser alten Form der Systematik von Karl Hugo Strunz richtet, erhielt das Mineral die System- und Mineralnummer VII/B.11-050. In der Lapis-Systematik entspricht dies ebenfalls der Abteilung „Wasserfreie Phosphate, mit fremden Anionen F,Cl,O,OH“, wo Cornubit zusammen mit Arsenoklasit, Cornwallit, Gatehouseit, Ludjibait, Pseudomalachit, Reichenbachit, Reppiait und Turanit eine unbenannte Gruppe mit der Systemnummer VII/B.11 bildet.
Auch die von der International Mineralogical Association (IMA) zuletzt 2009 aktualisierte 9. Auflage der Strunz’schen Mineralsystematik ordnet den Cornubit in die Abteilung „Phosphate usw. mit zusätzlichen Anionen; ohne H2O“ ein. Diese ist allerdings weiter unterteilt nach der relativen Größe der beteiligten Kationen und dem Stoffmengenverhältnis der zusätzlichen Anionen zum Phosphat-, Arsenat- bzw. Vanadatkomplex, so dass das Mineral entsprechend seiner Zusammensetzung in der Unterabteilung „Mit ausschließlich mittelgroßen Kationen; (OH usw.) : RO4 = 2 : 1“ zu finden, wo es als einziges Mitglied eine unbenannte Gruppe mit der Systemnummer 8.BD.30 bildet.
In der vorwiegend im englischen Sprachraum gebräuchlichen Systematik der Minerale nach Dana hat Cornubit die System- und Mineralnummer 41.04.02.01. Das entspricht ebenfalls der Klasse der „Phosphate, Arsenate und Vanadate“ und dort der Abteilung „Wasserfreie Phosphate etc., mit Hydroxyl oder Halogen“. Hier findet er sich innerhalb der Unterabteilung „Wasserfreie Phosphate etc., mit Hydroxyl oder Halogen mit (AB)5(XO4)2Zq“ in einer unbenannten Gruppe mit der Systemnummer 41.04.02, in der auch Cornwallit eingeordnet ist.

## Kristallstruktur
Cornubit kristallisiert im triklinen Kristallsystem in der Raumgruppe P1 (Raumgruppen-Nr. 2) mit den Gitterparametern a = 6,121 Å; b = 6,251 Å; c = 6,790 Å; α = 92,93°; β = 111,30° und γ = 107,47° sowie einer Formeleinheit pro Elementarzelle.
Die Kristallstruktur enthält Schichten von kantenverknüpften CuO6-Oktaedern parallel (011), die mit den AsO4-Tetraedern über gemeinsame Ecken sowie über Wasserstoffbrückenbindungen verknüpft sind.

## Eigenschaften

### Morphologie
Cornubit kommt im Allgemeinen in Form von faserigen, traubigen und kugeligen Aggregaten sowie porzellanartigen Massen vor. An der Typlokalität Wheal Carpenter fand sich das Mineral in apfelgrünen, traubenförmigen, im Innern faserigen Aggregaten auf dunkelgrünem, faserigem Cornwallit, der auf gut kristallisiertem Quarz saß. In Reichenbach traten sehr selten nach {211} tafelige, oft zu unregelmäßigen Massen verwachsene Kristalle von maximal 0,3 mm × 0,3 mm Größe und bis zu 0,05 mm Dicke auf.

### Physikalische und chemische Eigenschaften
Die Farbe des Cornubits ist apfelgrün, seine Strichfarbe blassgrün. Während die faserigen Aggregate seidenglänzend sind, weisen die durchscheinenden Kristalle Glasglanz auf. Mit einer Mohshärte von 4 gehört Cornubit zu den mittelharten Mineralen, die sich ähnlich wie das Referenzmineral Fluorit mit einem Taschenmesser leicht ritzen lassen. An Cornubit-Kristallen lassen sich zwei Spaltbarkeiten, beide senkrecht zu (211), beobachten: sie liegen etwa parallel zu (011) bzw. (111) und schneiden einander in einem Winkel von etwa 70°. Das Mineral weist hohe Brechungsindizes auf, die sich aufgrund der schnellen Reaktion der Kristalle mit den Immersionsflüssigkeiten schlecht ermitteln lassen. Der berechnete mittlere Brechungsindex beträgt 1,854.
Cornubit ist in Säuren wie HCl und HNO3 löslich. In basischen Lösungen ist er potentiell instabil.

## Modifikationen und Varietäten
Die Verbindung Cu5[(OH)4|(AsO4)2] ist dimorph und kommt in der Natur neben dem triklin kristallisierenden Cornubit noch als monoklin kristallisierender Cornwallit vor. Chemisch ist Cornubit das Arsenat-dominante Analogon der Phosphat-dominierten Minerale Pseudomalachit, Ludjibait und Reichenbachit.

## Bildung und Fundorte

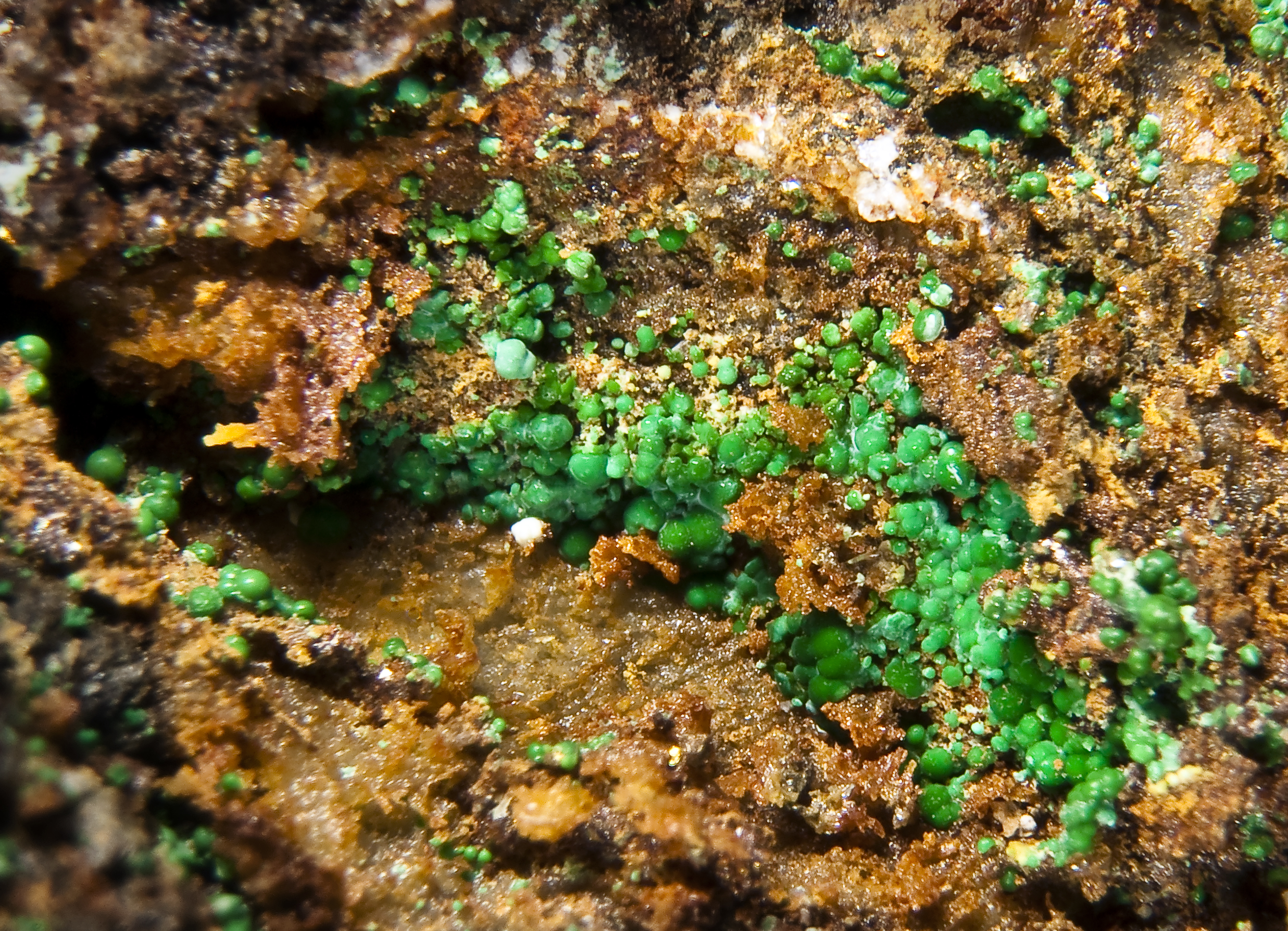
Krusten aus kugeligen Cornubit-Aggregaten bis zu 0,25 mm Durchmesser aus der „Mine de Salsigne“, Mas-Cabardès, Carcassonne, Aude, Okzitanien, Frankreich

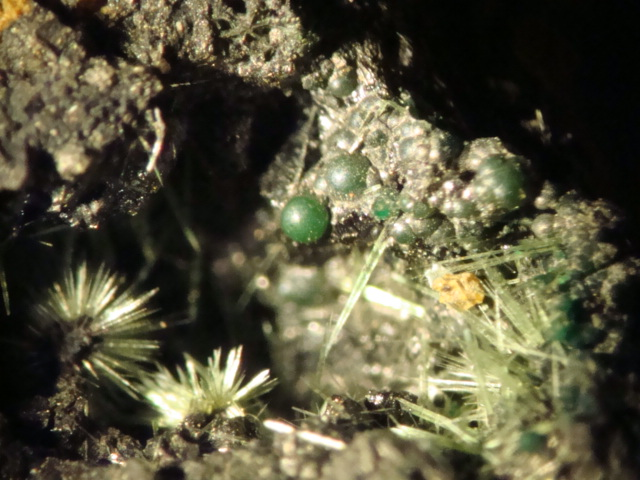
Cornubit in maximal 0,3 mm großen kugeligen Aggregaten und hellgrüne nadelige Olivenit-Kristalle aus der „Mina Grande“ bei Marqueza, Region Coquimbo, Chile

Cornubit bildet sich sekundär in der Oxidationszone von hydrothermalen, Kupfer-Zinn-Silber führenden Erzgängen. Als Begleitminerale können weitere Kupferphosphate bzw. -arsenate auftreten. Bekannt sind Cornwallit, Chalkophyllit, Olivenit, Lirokonit, Chenevixit, Klinoklas, Pseudomalachit, Bayldonit, Parnauit, Tirolit sowie Azurit, Malachit, Cuprit, Chrysokoll und Quarz. An der Typlokalität fand sich das Mineral auf Cornwallit, der selber auf gut kristallisiertem Quarz saß. In Reichenbach ist das dominierende Erzmineral Chalkopyrit fast vollständig in Chalkosin und Malachit umgewandelt. Begleiter des Cornubits waren dort Goethit in samtartigen Überzügen auf Quarz; blaugrüne Pseudomalachit-Kristalle; hellblaue nadelige Agardit-/Mixit-Kristalle; dunkelgrüne tafelige Bayldonit-Kristalle; hellgrüne prismatische Duftit-Kristalle; farblose bis bläuliche Hinsdalit-Kristalle und möglicherweise auch Tsumcorit. Die Altersbeziehung zwischen den vergesellschafteten Mineralen ist Quarz → Goethit → Cornubit + Pseudomalachit → Agardit/Mixit.
Als seltene Mineralbildung konnte Cornubit nur an wenigen Fundorten nachgewiesen werden. Bisher (Stand 2016) sind rund 120 Fundorte bekannt. Neben seiner Typlokalität, der Grube „Wheal Carpenter“ bei Gwinear, trat das Mineral im Vereinigten Königreich auch in den Gruben „Wheal Gorland“, „Wheal Unity“ und „Wheal Muttrell“, alle im Gwennap Mining District bei Camborne; der „Phoenix United Mine“ bei Linkinghorne; der „East Gunnislake Mine“ bei Calstock, der „Penberthy Croft Mine“ bei St Hilary, der „Botallack Mine“ bei St Just in Penwith (alle in Cornwall), sowie in der „Bedford United Mine“ und in „Devon Great Consols“, beide bei Tavistock (Devon) in Devon (England), in der „Old Potts Gill Mine“, Caldbeck Fells, Cumbria, sowie an den Southwick Cliffs bei Dalbeattie, Dumfries and Galloway, Schottland, auf.
In Deutschland kam das Mineral neben dem Erstfundort für Cornubit-Kristalle, dem Punkt 8.0 an der Borsteinklippe bei Reichenbach, Ortsteil von Lautertal (Odenwald) im Odenwald ([Hessen]), im gleichen verkieselten Barytgang auch noch am Punkt 16.1 in der Umgebung des Hohensteins vor. Als weitere deutsche Fundorte sind aus Baden-Württemberg die Grube Silberbrünnle im Haigerachtal bei Gengenbach, die Grube Clara im Rankach-Tal bei Oberwolfach sowie Neubulach, alle im Schwarzwald, aus Nordrhein-Westfalen die Grube „Leibnitz-Dante“ und aus dem Siegerland die Gruben „Eisenzecher Zug“ bei Eiserfeld, „Sophie“ bei Gosenbach, „Alte Buntekuh“ bei Niederschelden sowie „Käusersteimel“ bei Kausen und aus Sachsen die Grube Vater Abraham bei Lauta zu nennen.
In Österreich wurde Cornubit bisher u. a. am Gratlspitz bei Brixlegg in Tirol gefunden. Als Fundorte in der Schweiz sind die Mürtschenalp, Kanton Glarus, Six-Blanc bei Bruson (Gemeinde Bagnes) und der Wannigletscher im Binntal, beide Wallis, bekannt. Aus Frankreich aus der Cap Garonne Mine bei Le Pradet, Var, aus den ca. 50 km nördlich von Nizza liegenden Kupferbergwerken von Roua, Alpes-Maritimes, und aus der „Mine de Salsigne“, Mas-Cabardès, Carcassonne, Aude, Okzitanien. Aus der Slowakei von Farbište bei Ponická Huta und von Svätodušná bei Ľubietová (Libethen) unweit Banská Bystrica (Neusohl). Aus der Monte Nero Mine bei Rocchetta Vara, Provinz La Spezia, Ligurien, Italien. Vom La Reconquistada claim bei der „Mina Dolores“, Pastrana, Mazarrón-Águilas, Murcia, Spanien.
In den Vereinigten Staaten aus der „Centennial Eureka Mine“, Tintic District, Juab Co., und vom „Gold Hill“, Tooele Co., beide Utah, aus der „Majuba Hill Mine“, Antelope District, Pershing Co., Nevada, aus der Umgebung der „Humboldt“ und „Marshall Mines“, Santa Cruz Co., Arizona, sowie von Sylvanite, Hidalgo Co., und der „Buckhorn Mine“, Red Cloud District, Lincoln Co., beide New Mexico. Aus der Lagerstätte „Guanaco“ bei Santa Catalina, Región de Antofagasta, und der „Mina Grande“ bei Marqueza, Silberbergbaubezirk Arqueros, La Serena, Región de Coquimbo, Chile. Kleine Kristalle auch von „Ashburton Downs Station“, Western Australia, Australien. In der Demokratischen Republik Kongo (Zaïre) aus der „Mindingi Mine“ bei Swambo, Provinz Haut-Katanga.
Weitere Fundorte befinden sich u. a. Griechenland, Ungarn, Italien, Argentinien, Australien, Bulgarien, China, Frankreich, Japan, Marokko, Polen, Spanien sowie mehreren Bundesstaaten in den Vereinigten Staaten.